# Fallschirmschule Stendal
Die Fallschirmschule Stendal war eine Ausbildungseinrichtung für Fallschirmjäger und Fallschirmschützen in der altmärkischen Stadt Stendal. Sie war die erste Fallschirmschule auf deutschem Boden.

## Geschichte
Gegründet wurde die Fallschirmschule der Luftwaffe am 29. Januar 1936 und stand zunächst unter dem Kommando von Major Friedrich Wilhelm Immans (1896–1958), welcher die Schule aus dem seit Februar 1936 bestehenden Ausbildungskommando Immans aufgebaut hatte und als Jagdflieger im Ersten Weltkrieg gekämpft hatte. Zur Fallschirmschule wurde der Fliegerhorst Stendal-Borstel. Die Unterstellung der Schule erfolgte direkt unter den General Kurt Student.
Der erste Ausbildungsgang war für Freiwillige vom 10. August bis 26. September 1936. Ab März 1937 war bis Juni 1938 Major Gerhard Bassenge Kommandeur der nun Fallschirmschule 1 genannten Einrichtung.
Auch das Heer stellte 1937 eine Einheit mit Fallschirmjägern auf. Durch das Fehlen einer geeigneten Schule bei dieser Truppengattung wurden die Angehörigen der im April 1937 neu aufgestellten Fallschirm-Infanteriekompanie bei der Fallschirmschule in Stendal ausgebildet, welche im Januar 1939 als II./Fallschirmjäger-Regiment 1 in die Luftwaffe eingegliedert wurde. Kommandeur der Fallschirm-Infanteriekompanie war der Major Richard Heidrich. Im März/April 1938 schied das IV. Fallschirmschützen-Bataillon aus dem Regiment General Göring aus und wurde als I./Fallschirmjäger-Regiment 1 (Major Bruno Bräuer) nach Stendal verlegt. Die Freiwilligen dieses Luftwaffen-Bataillons, später dann des Regiments, trainierten in Stendal den Fallschirmsprung. Das Lehrpersonal der Fallschirmschule kam größtenteils aus dem Bataillon und später dem Regiment. Ab Juli 1938 wurde in Stendal durch General Student die 7. Flieger-Division aufgestellt, welche die I./Fallschirmjäger-Regiment 1 übernahm.
Im Dezember 1942 wurde die Fallschirmschule 1 nach Wittstock verlegt, um in Stendal Platz für die neue Fallschirmschule 2 zu schaffen. Die Fallschirmschule 2 wurde kurze Zeit später nach Braunschweig-Broitzem verlegt und dort Anfang 1943 bereits wieder aufgelöst. Die Fallschirmschule 1 in Wittstock wurde daraufhin in Fallschirmschule 2 umbenannt. In Braunschweig entstand später die Fallschirmschule 3.
1943/44 wurde in den Niederlanden aus der Fallschirmschule 4 erneut eine Fallschirmschule 1 aufgestellt.

## Bekannte Personen
- Hans Kroh: von der Aufstellung bis Januar 1939 Ausbildungsleiter an der Schule
- Erich Pietzonka: im Mai/Juni 1939 Teilnehmer des 10. Fallschirmschützen-Lehrgangs
- Harry Herrmann: Teilnehmer von Lehrgängen an der Schule
- Walter Gericke: 1940 Ausbildungsleiter an der Schule